# Homalattus punctatus
Homalattus punctatus är en spindelart som beskrevs av Peckham, Peckham 1903. Homalattus punctatus ingår i släktet Homalattus och familjen hoppspindlar. Inga underarter finns listade i Catalogue of Life.